# Roland Rainer
Roland Rainer (Klagenfurt, 1 de mayo de 1910 - 10 de abril de 2004) fue un arquitecto austriaco.

## Trayectoria
Realizó sus estudios de arquitectura en la Universidad Técnica de Viena. Fue profesor desde 1953 y en 1956 fue honrado para integrar la Academia de Arte en Viena.

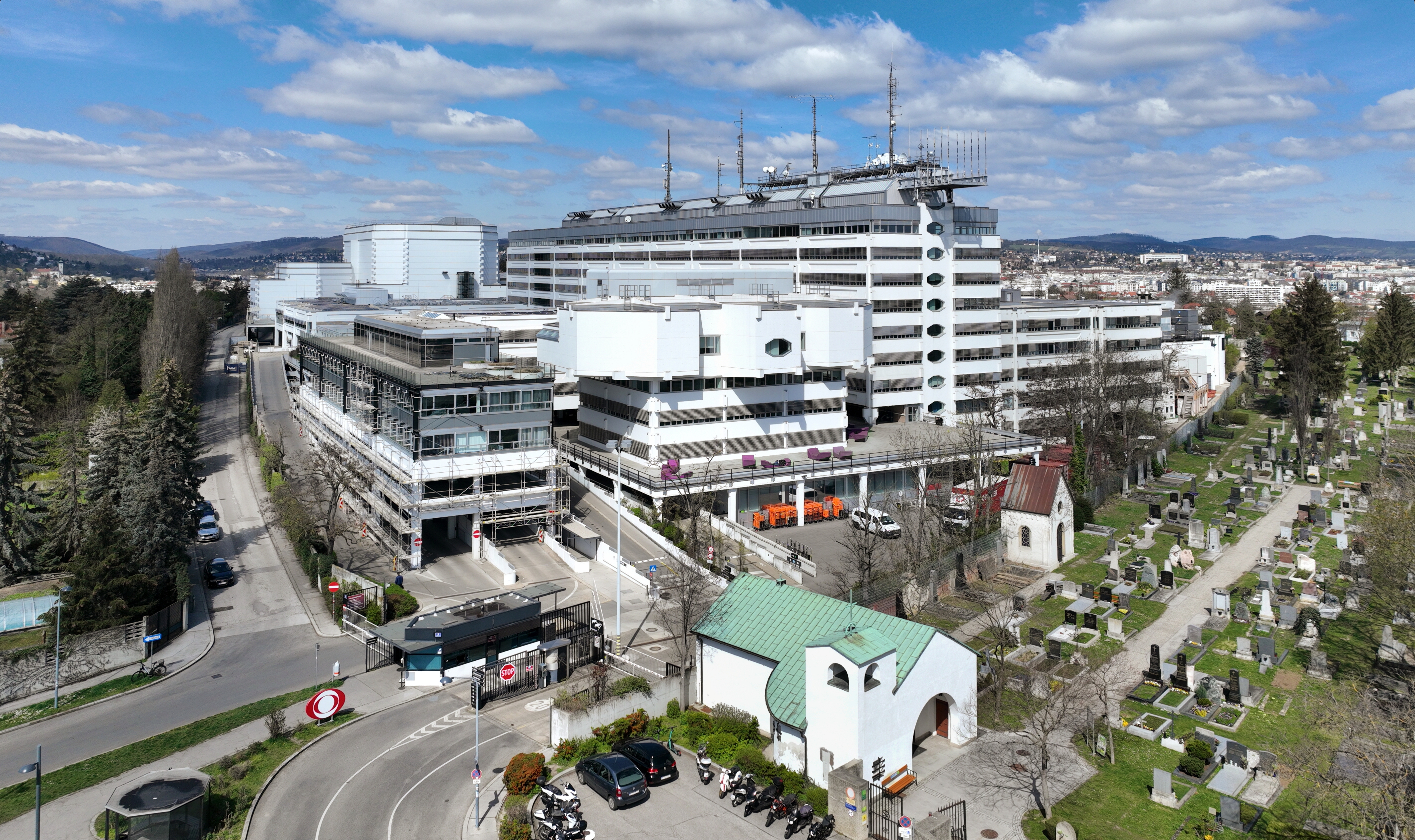
ORF-Zentrum en Küniglberg, Viena (1968-1975)

Desde 1958 fue el urbanista principal de la ciudad de Viena. Proyectó y construyó escuelas, colonias de viviendas. Destaca en 1954 la Colonia modelo prefabricada "Viena VII" con el arquitecto Auböck.
En el período 1954 a 1958 construye las Lonjas de Viena y de Bremen. A partir de 1987, Rainer es nombrado curador presidente para el arte de la decoración de Austria para la Ciencia y el Arte. También fue un crítico constante de la destrucción del medio ambiente y las malas construcciones.